# Michael Zaglmair
Michael Zaglmair (* 7. Dezember 1987) ist ein ehemaliger österreichischer Fußballspieler.

## Leben und Karriere
Zaglmair begann seine Karriere bei der Union Lembach aus Lembach im Mühlkreis in Oberösterreich. Als Jugendlicher spielte er dann in der Jugend des oberösterreichischen Großklubs LASK. 2003 spielte der damals junge Torhüter in der ersten Mannschaft des Linzer Regionalligisten FC Blau-Weiß Linz. 2005 wechselte er zurück zum LASK und war dort zunächst zweiter Torwart. 2007 gab er am 16. Spieltag sein Debüt in der höchsten österreichischen Spielklasse der Bundesliga. Zaglmair spielte beim 4:4-Unentschieden zwischen dem SK Rapid Wien und dem LASK.
Am 12. Mai 2010 gab der LASK bekannt, den Vertrag des Oberösterreichers für die kommende Saison nicht mehr zu verlängern. Von Jänner 2011 stand Zaglmair beim SV Horn in der Regionalliga Ost unter Vertrag, nachdem er zuvor vereinslos war.
Nach einer Knieverletzung musste er allerdings seine aktive Karriere beenden und ist seit 2013 als Torwarttrainer der Fußballschule des SSV Jahn Regensburg tätig.
International nahm Zaglmair an der U-19 EM 2006 teil, wo er mit Österreich im Halbfinale ausschied. Ein Jahr später spielte er bei der U-20-Fußball-Weltmeisterschaft 2007, wo er mit Österreich als Stammkeeper überraschend auf Platz vier landete. Er spielte bei vier der sieben Spiele. Zaglmairs Cousin ist der Schweizer Nationalspieler Bernt Haas.